# Husejin Alić
Husejin Alić, hrvatski političar iz BiH. Obnašao je dužnost velikog župana u NDH.